# Âu Văn Hoàn
Âu Văn Hoàn (sinh ngày 1 tháng 10 năm 1989 tại Nghệ An) là một cầu thủ bóng đá Việt Nam hiện đang thi đấu cho câu lạc bộ Hải Phòng và đội tuyển bóng đá quốc gia Việt Nam ở vị trí hậu vệ.

## Thống kê
| Năm                         | Trận                        | Bàn                         |
| Đội tuyển quốc gia Việt Nam | Đội tuyển quốc gia Việt Nam | Đội tuyển quốc gia Việt Nam |
| --------------------------- | --------------------------- | --------------------------- |
| 2012                        | 4                           | 0                           |
| 2013                        | 6                           | 0                           |
| 2014                        | 1                           | 0                           |
| 2015                        | 0                           | 0                           |
| 2016                        | 5                           | 0                           |
| 2017                        | 5                           | 0                           |
| Tổng                        | 21                          | 0                           |

## Thành tích

### Câu lạc bộ
Sông Lam Nghệ An
- V.League 1:

 Vô địch : 2011
Becamex Bình Dương
- V.League 1:

 Vô địch : 2014, 2015
- Giải bóng đá Cúp Quốc gia

 Vô địch : 2015
 Á quân :2014
- Siêu cúp bóng đá Việt Nam

 Vô địch : 2014, 2015
- Giải bóng đá vô địch các câu lạc bộ sông Mê Kông

 Vô địch : 2014